# Cantone di Reillanne
Il Cantone di Reillanne è una divisione amministrativa dell'arrondissement di Forcalquier.
A seguito della riforma approvata con decreto del 24 febbraio 2014, che ha avuto attuazione dopo le elezioni dipartimentali del 2015, è passato da 8 a 21 comuni.

## Composizione
Gli 8 comuni facenti parte prima della riforma del 2014 erano:
- Aubenas-les-Alpes
- Céreste
- Montjustin
- Oppedette
- Reillanne
- Sainte-Croix-à-Lauze
- Vachères
- Villemus

Dall'aprile 2015 i comuni appartenenti al cantone sono i seguenti 21:
- Aubenas-les-Alpes
- Banon
- Céreste
- Dauphin
- L'Hospitalet
- Mane
- Montjustin
- Montsalier
- Oppedette
- Redortiers
- Reillanne
- Revest-des-Brousses
- Revest-du-Bion
- La Rochegiron
- Sainte-Croix-à-Lauze
- Saint-Maime
- Saint-Michel-l'Observatoire
- Saumane
- Simiane-la-Rotonde
- Vachères
- Villemus